# Принцесса с Луны (фильм, 1987)
«Принцесса с Луны», «Кагуя» или «Повесть о старике Такэтори» (яп. 竹取物語 Taketori monogatari) — японский фильм 1987 года режиссёра Кона Итикавы, экранизация одноимённой народной сказки, записанной в X веке и считающейся древнейшим из сохранившихся до наших дней японским рассказом и одним из древнейших предшественников научной фантастики.

## Сюжет
Семья бедных ремесленников — старый резчик по бамбуку (такэтори) Мияцуко и его жена ткачиха Таёсимэ, — потерявшие единственную и долгожданную пятилетнюю дочь Каю, становятся свидетелями странного явления (напомнившего бы современному человеку падение метеорита). Видя зарево в стороне бамбуковой рощи и беспокоясь как за материал для своей работы, так и за расположенную в роще могилу дочери, Мияцуко с утра идёт проверить это место.
К своему облегчению, и то, и другое он находит нетронутым — однако помимо этого, он находит странное металлическое «яйцо» с маленьким ребёнком внутри. Полный сомнений, старик в конце концов решается отнести находку деревенскому старосте, однако ещё до конца пути выбравшийся из заключения ребёнок вырастает до пятилетней девочки, как две капли воды похожей на его умершую дочь, за исключением молчаливости и прозрачно-голубых глаз. По настоянию жены, которую не пугают даже необычные детали, бедняки оставляют девочку себе.
Это отнюдь не облегчает им жизнь — «непохожесть» и небольшие магические умения заставляют деревенских подозревать в ней ведьму. Однако проходит немного времени, и происходят два более приятных события: Кая внезапно вырастает во взрослую девушку, обретает речь и меняет цвет глаз на более привычный, а найденное вместе с ней «яйцо», при попытке резчика продать металл кузнецу, оказывается состоящим из чистейшего золота.
Мияцуко покупает дом и перевозит семью в богатый городской квартал, где никому не известно прошлое Каи и есть возможность выдать её замуж за человека более высокого круга. Предчувствия его не обманывают — в красавицу, тут же прозванную Кагуя-химэ («Принцесса, сияющая в ночи»), влюбляются трое молодых вельмож.
В нерешительности отказать претендентам, Кагуя дает им испытание — привезти три легендарных предмета: ветку жемчужного дерева с острова Хорай, неопалимую шкурку огненной мыши и кристалл с шеи дракона. Двое из них, выбравшие более легкие задания, вскоре привозят «сокровища», оказывающиеся на поверку подделками, третий, которого Кая полюбила сама — дайнагон (иногда его пост переводят как «военный министр») Тайхан Отомо — чуть не гибнет, но в итоге привозит реальную драгоценность.
Однако девушка не в силах дать ему счастье — не знавшая раньше о своем происхождении, она не так давно узнала, что является принцессой Луны, единственной выжившей при катастрофе летучего корабля, и её скоро заберут домой, хочет она этого или нет. Родители, возлюбленный, а также влюбившийся в неё император пытаются не допустить расставания, но не в силах остановить неизбежное.

## В ролях
- Резчик бамбука (такэтори) Мияцуко — Тосиро Мифунэ
- Его жена Таёсимэ — Аяко Вакао
- Кая / Кагуя — Михо Накано[яп.] (в детстве), Ясуко Савагути[англ.] (взрослая)
- Кузнец — Хирокадзу Ямагути
- Старший советник (дайнагон) Отомо Тайхан[яп.] — Киити Накаи[англ.]
- Принц Курамоти но Мико[яп.] — Коаса Сюмпутэй[яп.]
- Правый министр (удайдзин) Абэ но Миуси[яп.] — Такатоси Такэда
- Император — Кодзи Исидзака[яп.]
- Императрица — Кёко Кисида

## Съёмочная группа и другие данные
- Компания: Toho, Fuji Television
- Продюсеры: Сигэаки Хадзама[яп.], Томоюки Танака, Хироаки Фудзии, Масару Какутани, Дзюнъити Синсака
- Режиссёр: Кон Итикава
- Режиссёрская группа: Масааки Тэдзука, Кадзуо Ёсида, Синобу Мураки[англ.]
- Сценаристы: Синъя Хидака, Кон Итикава, Мицутоси Исигами[яп.], Рюдзо Кикусима[яп.] на основе легенды «Повесть о старике Такэтори»
- Композитор: Кэнсаку Таникава[яп.]
- Дизайн костюмов: Эми Вада[англ.]
- Оператор: Сэцуо Кобаяси
- Звукооператоры: Тэйити Сайто[яп.], Тэцуя Охаси
- Спецэффекты: Тэруёси Накано[яп.], Кэнъити Эгути[яп.], Ясуюки Иноуэ[яп.], Такэси Мияниси, Кадзунобу Сампэй, Эйити Асада[яп.], Кохэй Миками
- Редактор фильма: Тидзуко Осада[яп.]

## Прокат
Фильм вышел в прокат в США 14 сентября 1987 года, в Японии — 26 сентября 1987 года, в СССР — в феврале 1991 года.

## Награды
Премия Японской киноакадемии
- 10-я церемония вручения премии (1987)
  - Дебют года — Мэгуми Одака[5][6]
- 11-я церемония вручения премии (1988)

Выиграны:
- Премия за «Выдающуюся арт-режиссуру» — Синобу Мураки
- Спецприз для членов группы спецэффектов — Тэруёси Накано, Кэнъити Эгути, Ясуюки Иноуэ, Такэси Мияниси, Кадзунобу Сампэй, Эйити Асада, Кохэй Миками

Номинации в категориях:
- «Фильм года»
- «Выдающаяся режиссура» — Кон Итикава
- «Выдающаяся игра в мужской роли второго плана» — Тосиро Мифунэ
- «Выдающаяся осветительская работа» — Кадзуо Симомура
- «Выдающаяся музыка для фильма» — Кэнсаку Таникава
- «Выдающаяся операторская работа» — Сэцуо Кобаяси
- «Выдающаяся звукооператорская работа» — Тэйити Сайто, Тэцуя Охаси
- «Выдающийся монтаж» — Тидзуко Осада

5-я церемония вручения премии Golden Gross (1987)
- Вторая («серебряная») премия